# Mando y control

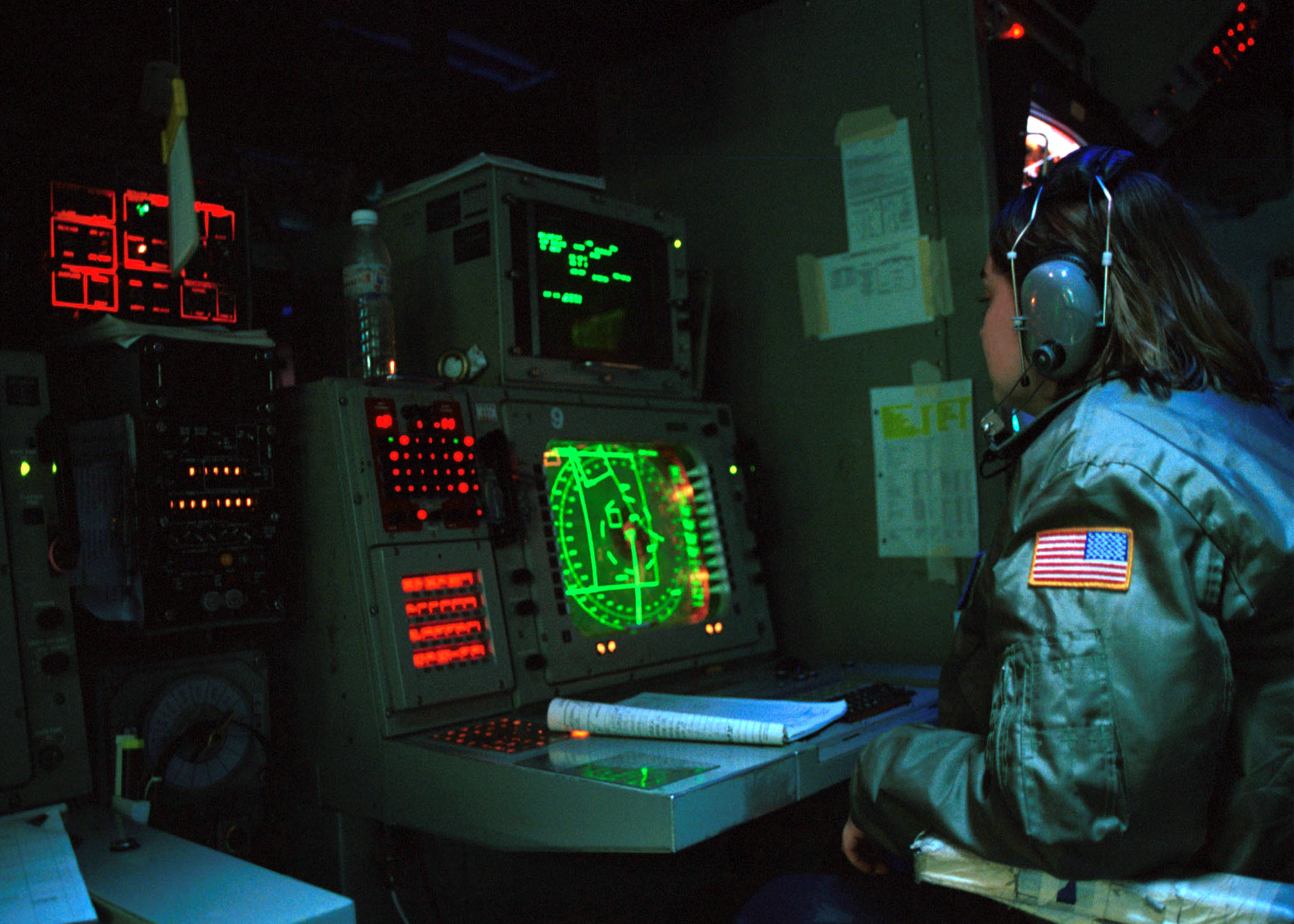
Un vigilante en su puesto en el centro de información de combate del buque de guerra USS Carl Vinson, 2001.

El Mando y Control (en inglés, Command & Control o, abreviadamente, C2) es, en el entorno militar, el ejercicio de la autoridad y la conducción y seguimiento por el mando operativo expresamente designado, sobre las fuerzas asignadas para el cumplimiento de la misión. El Mando desarrolla las funciones de mando y control a través de un Sistema de Mando y Control. Esta definición implica varias conclusiones:
- El centro del Mando y Control es el jefe de la operación (mando). El jefe de la operación valora la situación, toma decisiones, y dirige las acciones.
- El objetivo del Mando y Control es el cumplimiento de la misión. El principal criterio de éxito del Mando y Control es como contribuye para alcanzar el objetivo. Otros criterios pueden incluir el posicionamiento de la fuerza para futuras operaciones y el uso de los recursos de una forma más efectiva.
- El Mando y Control está orientado hacia las fuerzas, en apoyo al combate y a las funciones de combate. Dicho de otra manera, las fuerzas son el objeto del Mando y Control.
- El Mando ejerce la autoridad y la dirección de las fuerzas estableciendo relaciones de mando y apoyo.
- El Mando debe dedicar y organizar los recursos para ejercer el Mando y Control. El Mando usa estos recursos para planificar y valorar de una forma continua las operaciones para las que la Fuerza se prepara y ejecuta.
- El Sistema de Mando y Control gestiona información para producir y diseminar un mapa de la situación común (en ingl. Common Operational Picture o, abreviadamente, COP) al Mando, su Estado Mayor y las fuerzas subordinadas.
- El Sistema de Mando y Control da soporte al jefe de la operación en la conducción y seguimiento de las fuerzas trasmitiéndole información de la ejecución.

## Definiciones de la OTAN, de EE.UU. y de las fuerzas de defensa australianas

### OTAN
Una definición de la OTAN de 1988 es que el mando y el control son el ejercicio de la autoridad y la dirección por parte de un individuo debidamente designado sobre los recursos asignados para el cumplimiento de un objetivo común.

### EE.UU.
El Diccionario de términos militares y asociados del Departamento de Defensa de EE. UU ("Department of Defense Dictionary of Military and Associated Terms") define comando y control como: "El ejercicio de autoridad y dirección por parte de un comandante debidamente designado sobre las fuerzas asignadas y adjuntas en el cumplimiento de la misión. También llamado C2. Fuente: JP 1".
La edición del Diccionario "actualizada hasta abril de 2010" detalla: "Las funciones de mando y control se realizan mediante una disposición de personal, equipo, comunicaciones, instalaciones y procedimientos empleados por un comandante en la planificación, dirección, coordinación y control de fuerzas y operaciones en el cumplimiento de la misión." Sin embargo, esta frase no está en la entrada "comando y control" de la edición "actualizada hasta el 15 de agosto de 2014".
Los oficiales al mando cuentan con la ayuda de oficiales de estado mayor especializados y personal alistado en la ejecución de estas tareas. Este personal militar es un grupo de oficiales y personal alistado que proporciona un flujo bidireccional de información entre un oficial al mando y las unidades militares subordinadas.
El propósito de un estado mayor militar es principalmente el de proporcionar información precisa y oportuna que por categoría representa información en la que se basan las decisiones de mando. La aplicación clave es la de las decisiones que gestionan eficazmente los recursos unitarios.

### Australia
Una definición de las Fuerzas de Defensa australianas, similar a la de la OTAN, hace hincapié en que el C2 es el sistema que faculta al personal designado para ejercer la autoridad y la dirección legal sobre las fuerzas asignadas para el cumplimiento de las misiones y tareas. La doctrina australiana continúa diciendo: "El uso de una terminología y unas definiciones acordadas es fundamental para cualquier sistema de C2 y para el desarrollo de una doctrina y unos procedimientos conjuntos". Se pueden encontrar ahí definiciones que cuentan con cierto acuerdo a nivel internacional, aunque no todos utilizan los términos exactamente con el mismo significado.

## Centros de mando y control

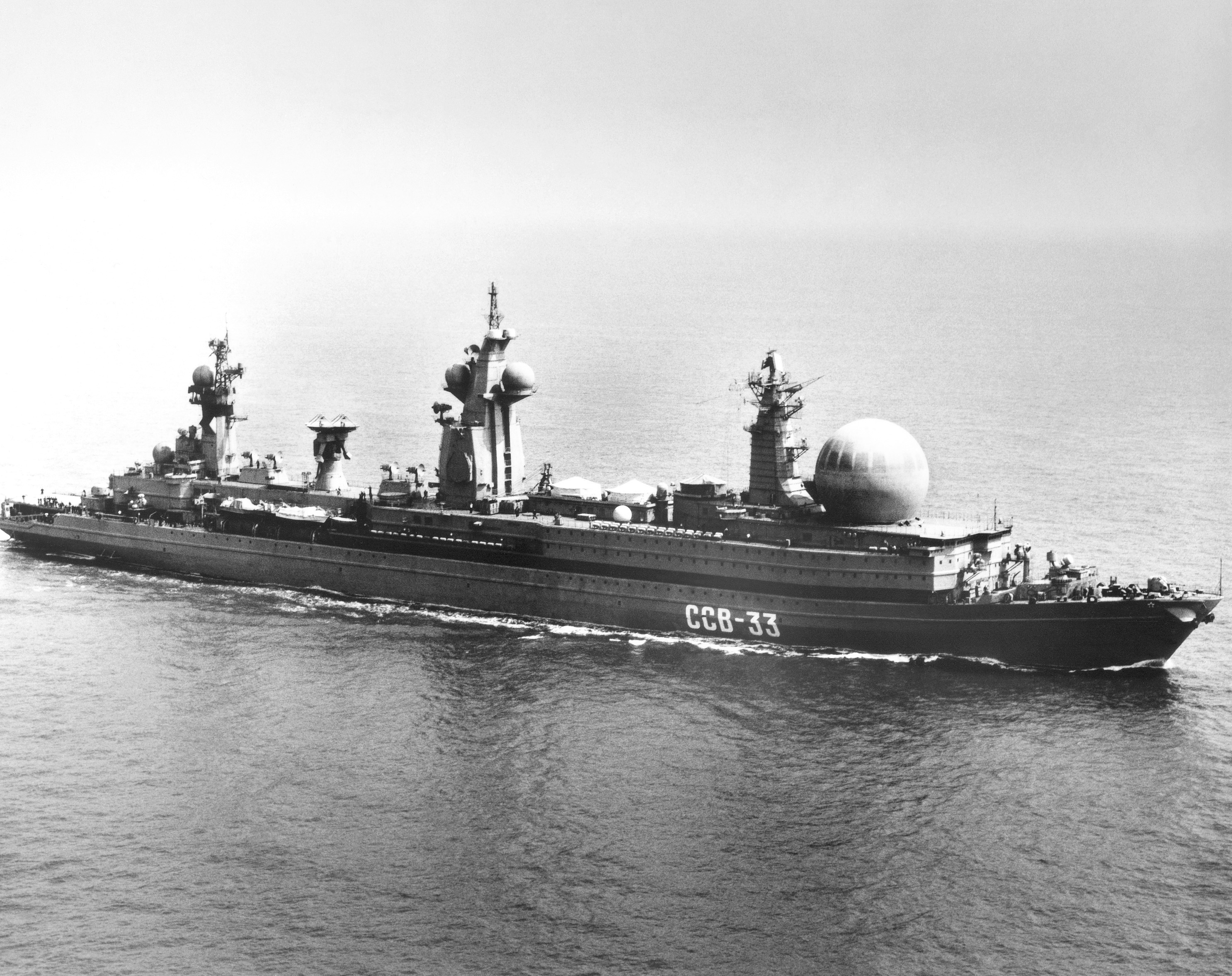
El buque de mando y control soviético de propulsión nuclear SSV-33 Ural en 1988.

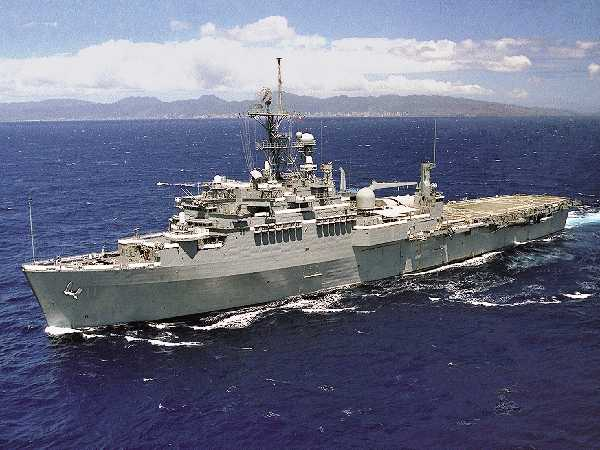
El USS Coronado (AGF-11) es una nave con capacidad C4I

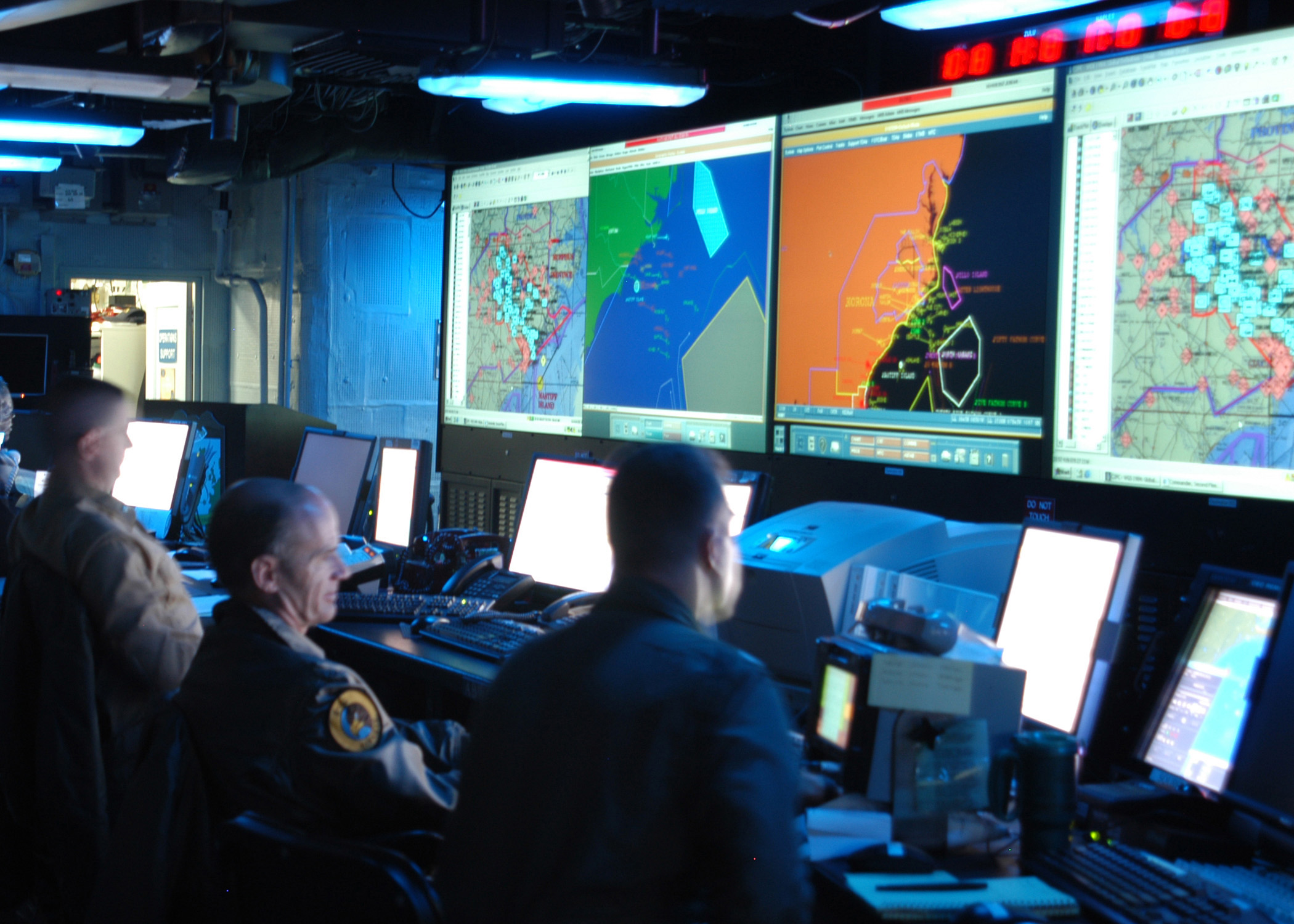
Personal del Centro de Operaciones Conjuntas a bordo del buque de mando USS Mount Whitney en 2005.

Un centro de mando y control suele ser una sala o edificio de seguridad en una instalación gubernamental, militar o penitenciaria que funciona como centro de despacho de la agencia, centro de control de vigilancia, oficina de coordinación y centro de control de alarmas, todo en uno. Los centros de mando y control son gestionados por un organismo gubernamental o municipal.
Varias ramas del ejército estadounidense, como la guardia costera estadounidense y la marina, tienen centros de mando y control. También son habituales en muchos grandes centros penitenciarios.
Un centro de mando y control que es utilizado por una unidad militar en un lugar desplegado suele denominarse "puesto de mando". Un buque de guerra tiene un centro de información de combate para el control táctico de los recursos del buque, pero el mando de una flota o una operación conjunta requiere espacio adicional para los comandantes y el personal, además de instalaciones C4I proporcionadas en un buque insignia (por ejemplo, portaaviones), a veces un buque de mando o un buque logístico mejorado como el USS Coronado.

## Relación con la industria de la ciberseguridad
Este término también es de uso común en la industria de la ciberseguridad y en el contexto de la guerra cibernética. Aquí el término se refiere a la influencia que tiene un atacante sobre un sistema informático comprometido que logra controlar. Por ejemplo, un uso válido del término indica que los atacantes utilizan "infraestructura de comando y control" para enviar "instrucciones de comando y control" a sus víctimas. Se pueden utilizar análisis avanzados de metodologías de comando y control para identificar atacantes, asociar ataques e interrumpir actividades maliciosas en curso. 

## Terminología
Existe una gran cantidad de términos derivados que enfatizan diferentes aspectos, usos y subdominios del término C2. Estos van acompañados de una multitud de abreviaturas asociadas: por ejemplo, además de C2, comando y control a menudo se abrevia como C2 y, a veces, como C&C.

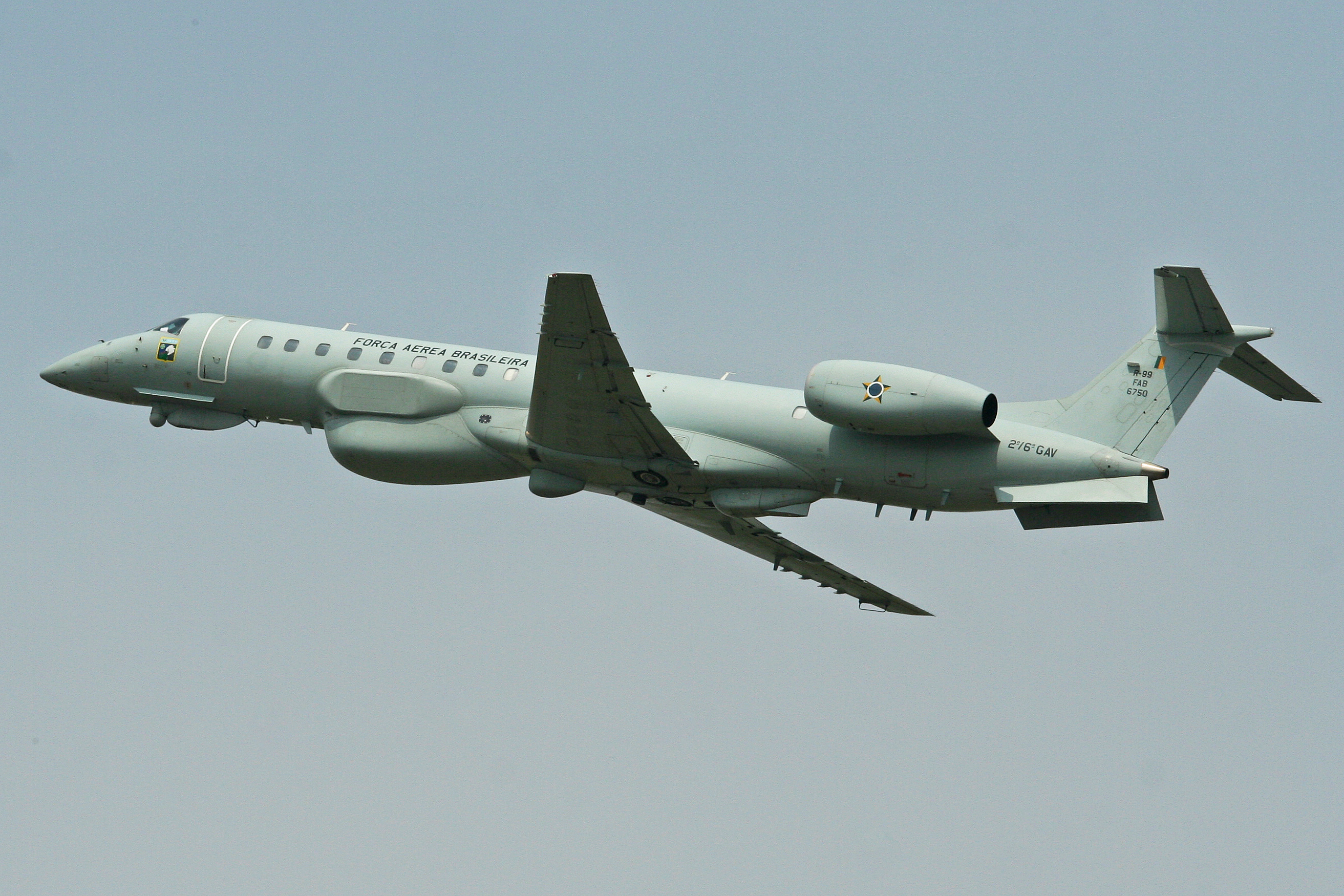
El Embraer R-99 MULTI INTEL es un ejemplo de avión con capacidad C3I.

Las cuestiones de comando y control se han combinado con:
- Comunicación / Comunicaciones
- Inteligencia (militar)
- Información / Sistemas de información
- Computadoras / Informática[12]
- Vigilancia
- Adquisición de objetivos
- Reconocimiento
- Interoperabilidad
- Colaboración
- Guerra electrónica

y otras.

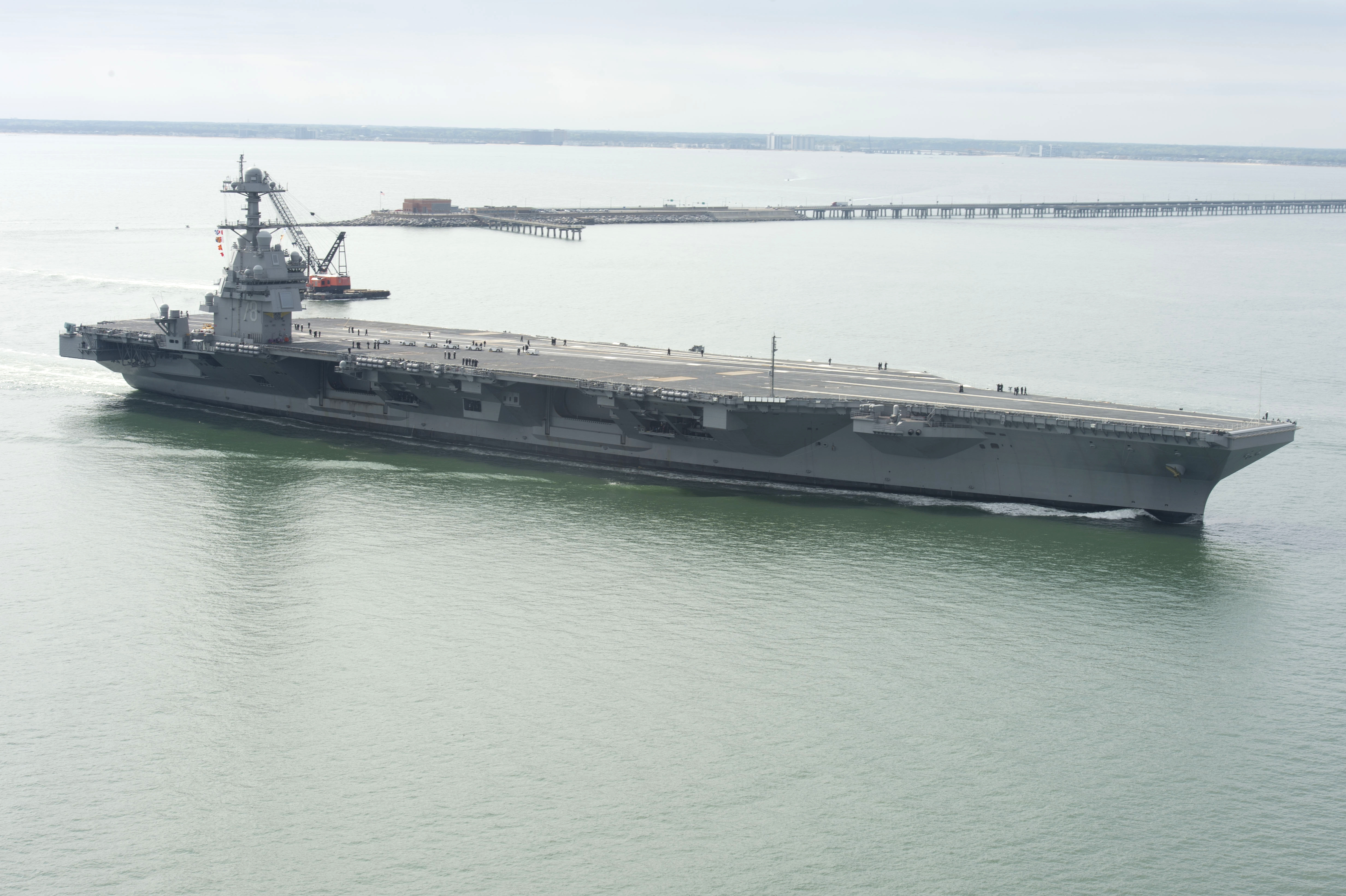
Una ubicación típica para un gran centro de comando y control: el portaaviones USS Gerald R. Ford (CVN-78)

Algunas de las variaciones más comunes incluyen:
- C2I - Mando, Control e Inteligencia
- C2I: comando, control e información (un uso menos común)[13]
- C2IS - Sistemas de información de mando y control
- C2ISR - C2I más Vigilancia y Reconocimiento
- C2ISTAR - C2 plus ISTAR (Inteligencia, Vigilancia, Adquisición de Objetivos y Reconocimiento)
- C3 - Mando, control y comunicación (enfoque a la actividad humana)
- C3 - Mando, control y comunicaciones (enfoque tecnológico)
- C3 - Consulta, mando y control [OTAN]
- C3I - 4 posibilidades; el sentido más común es Comando, Control, Comunicaciones e Inteligencia
- C3ISTAR - C3 más ISTAR
- C3ISREW - C2ISR más Comunicaciones más Guerra Electrónica (enfoque tecnológico)
- C4, C4I, C4ISR, C4ISTAR, C4ISREW, C4ISTAREW - así como Computadoras (enfoque tecnológico) o Informática (enfocados en la actividad humana)[14][15]
- C4I2 - Mando, control, comunicaciones, informática, inteligencia e interoperabilidad
- C5I - Mando, control, comunicaciones, ordenadores, colaboración e inteligencia
- NC2 - Comando y control nuclear
- NC3 - Comando y Comunicaciones Nucleares

y otras más.
- Mando: El ejercicio de la autoridad basado en cierto conocimiento para lograr una meta.
- Control: El proceso de verificar y corregir la actividad para lograr la meta u objetivo del comando.
- Comunicación: capacidad de ejercer la conexión necesaria para ejercer un mando eficaz entre unidades tácticas o estratégicas a comandar.
- Computadoras: sistemas informáticos y compatibilidad de sistemas informáticos. También incluye el procesamiento de datos.
- Inteligencia: incluye la recopilación, análisis y distribución de información.

## ElCommand and control warfare

### Características
La guerra de mando y control  incluye todas las tácticas militares que utilizan tecnología de las comunicaciones y puede abreviarse como C2W (o C2W), y es el conjunto de actividades, en el campo de la guerra de información, que tiende a socavar el ejercicio de las actividades del comando enemigo respecto de las fuerzas de que dispone para el cumplimiento de la misión que le ha sido confiada, negando al enemigo el acceso a la información y, por tanto, interrumpiendo sus capacidades de mando y control.
Un término anterior para estas tácticas era "guerra de señales", derivado del nombre que antiguamente los militares daban a las comunicaciones. Términos más recientes son "operaciones de información" y guerra de información.

### Objetivos
El objetivo de las estrategias C2W es decapitar la estructura de mando del adversario, siendo esta una estructura clave de la organización militar, del cuerpo de fuerzas controlado por éste. Además de apuntar al mando y control del enemigo, la guerra de información puede dirigirse contra líderes políticos enemigos y otras comunicaciones civiles.
Técnicas operativas
Además de la destrucción física de las estructuras de comunicación enemigas (lograda con técnicas de guerra tradicionales: bombardeos, incursiones, ataques...), C2W combina las siguientes técnicas:
- Seguridad operativa (OPSEC)
- Engaño militar
- Operaciones Psicológicas (PSYOP)
- Guerra electrónica (EW)
- Guerra psicológica
- Guerra de la información

Al mismo tiempo, se deben tomar precauciones para proteger las capacidades de mando y control de acciones adversas similares.
Existen dos técnicas diferentes para conseguir el objetivo deseado:
- antihead ("dirigido a la 'cabeza' del enemigo"), es decir, contra los centros C2 reales
- antineck ("dirigido al 'cuello' del enemigo, es decir, a las estructuras de conexión entre C2 y las fuerzas subordinadas, por lo tanto, típicamente contra las comunicaciones)

#### Técnicas anti cabeza (anti head)
Está dado por el conjunto de actividades encaminadas a golpear la "cabeza", es decir el mando, de las fuerzas enemigas. Golpear al comandante enemigo no es nada nuevo en la historia: en cada época, los ejércitos y las fuerzas desplegadas en el campo siempre han tratado de capturar o, en todo caso, neutralizar a los líderes enemigos. El primer problema del antihead es la localización, o mejor dicho, la identificación del centro de mando.
Hoy en día los centros de mando son fácilmente reconocibles debido a la abundancia de elementos característicos, como
- fuertes emisiones electromagnéticas (provenientes de sistemas de comunicación y procesamiento de datos);
- circulación de personas y documentos u otros apoyos oficiales, dentro y fuera del centro, no comparable al de otros asentamientos.

La neutralización y destrucción de un centro de mando permite interrumpir las operaciones enemigas; el efecto sorpresa del ataque puede amplificar enormemente los efectos de este último. Normalmente, el ataque se lanza con:
- armas tradicionales, que sin embargo también implican la posibilidad de cierta imprecisión (el objetivo sigue siendo dañado por la explosión a corta distancia);
- armas de matanza suave, o armas con una acción dañina delicada, que requieren una localización precisa del objetivo a alcanzar y operar de acuerdo con una acción específica, como la interrupción del suministro eléctrico, el uso de interferencias electromagnéticas o virus informáticos.

#### Técnicas anti cuello (anti neck)
Las técnicas anticuello es aquel conjunto de actividades que tiene como objetivo neutralizar el “cuello” de la estructura de mando; es decir, a diferencia del anti cabeza, se intenta interrumpir las comunicaciones que se producen entre el mando de las fuerzas enemigas y sus propias fuerzas. Según la práctica militar moderna, romper las conexiones entre el mando y sus unidades operativas requiere:
- conocimiento de los métodos de comunicación: esto permite comprender si la red de comunicación se basa en cables (es posible localizar y desactivar nodos individuales), en ondas de radio (en cuyo caso, se debe prestar atención a las antenas y enlaces de radio y requiere el uso de equipos especiales de interferencia e interceptación) o en satélites (las comunicaciones hacia y desde los cuales pueden ser interceptadas y perturbadas);
- la conciencia de que incluso los países menos desarrollados disponen de equipos sofisticados y, con la redundancia de equipos y líneas, pueden fácilmente confundir las ideas de quienes deciden atacarlos.